# 喜びなき街
『喜びなき街』（よろこびなきまち、原題：Die freudlose Gasse）は、1925年に製作・公開されたモノクロサイレントのドイツの映画である。

## 概要
第一次世界大戦後のウィーンを描いたオーストリアの作家フーゴー・ベッタウアーの小説の映画化であり、ゲオルク・ヴィルヘルム・パープストが監督、アスタ・ニールセン、ヴェルナー・クラウス、スウェーデンから招かれたグレタ・ガルボが出演した。本作はガルボの唯一のドイツ映画への出演となった。

## キャスト
- グレーテ・ルンフォート - ：グレタ・ガルボ
- ヨーゼフ・ガイリンガー - 肉屋：ヴェルナー・クラウス
- ホフラット・ルンフォート - グレーテの父、元宮中顧問官：ヤロ・フュルト
- マリアンドル - グレーテの妹：ロニ・ネスト
- マリア・レヒナー - 貧しい娼婦、エゴンに貢ぐ：アスタ・ニールセン
- マリアの父親：マックス・コールハーゼ
- マリアの母親：シルビア・トーフ
- ローゼノフ - 戦争成金の相場師：カール・エルティンガー
- ローゼノフの妻：イルカ・グルーニング
- レジーネ - ローゼノフの娘：アグネス・エステルハージ
- ライト博士 - ローゼノフの法律顧問：アレクサンダー・マースキー
- リア・リード - ライトの妻、エゴンとも浮気：タマラ・トルストイ
- エゴン・スターナー - ローゼノフの秘書でリアと関係し、マリアの愛人でもある：ヘンリー・スチュアート
- ヨーゼフ・ガイリンガー - 肉屋：ヴェルナー・クラウス
- カネズ：ロバート・ギャリソン
- デイヴィ - アメリカ赤十字の隊員：アイナー・ハンソン
- アーヴィング - 同居するアメリカ人：マリオ・カスミッチ
- グライファー夫人 - 婦人服店経営からキャバレーから娼婦斡旋まで扱う：ヴァレスカ・ゲルト
- メルクル女史：エドナ・マークシュタイン
- アンリエット先生：トルストイ伯爵夫人
- エルゼ：ヘルタ・フォン・ヴァルター
- エルゼの夫：オットー・ラインヴァルト
- グライファー夫人のウェイター：グレゴリ・チマラ
- アメリカ軍兵士：クラフト・ラシヒ
  - 151分版に基づく

## スタッフ
- 監督：ゲオルク・ヴィルヘルム・パープスト
- 脚本：ヴィリー・ハース
- 撮影：ロベルト・ラッハ、クルト・エールテル、グイド・ゼーバー
- 編集：アナトール・リトヴァク（クレジットなし）、マルク・ソルキン（クレジットなし）
- 美術：オットー・エルドマン、ハンス・ゼーンレ

## 公開
1928年の日本の公開時は、社会不安のリアルな描写を理由に、かなりの部分がカットされ、英語版が上映されたが、検閲によって肉屋に関する部分が大幅にカットされた。